# Canard à collier noir
Callonetta leucophrys
Genre
Espèce
Statut de conservation UICN

 LC  : Préoccupation mineure

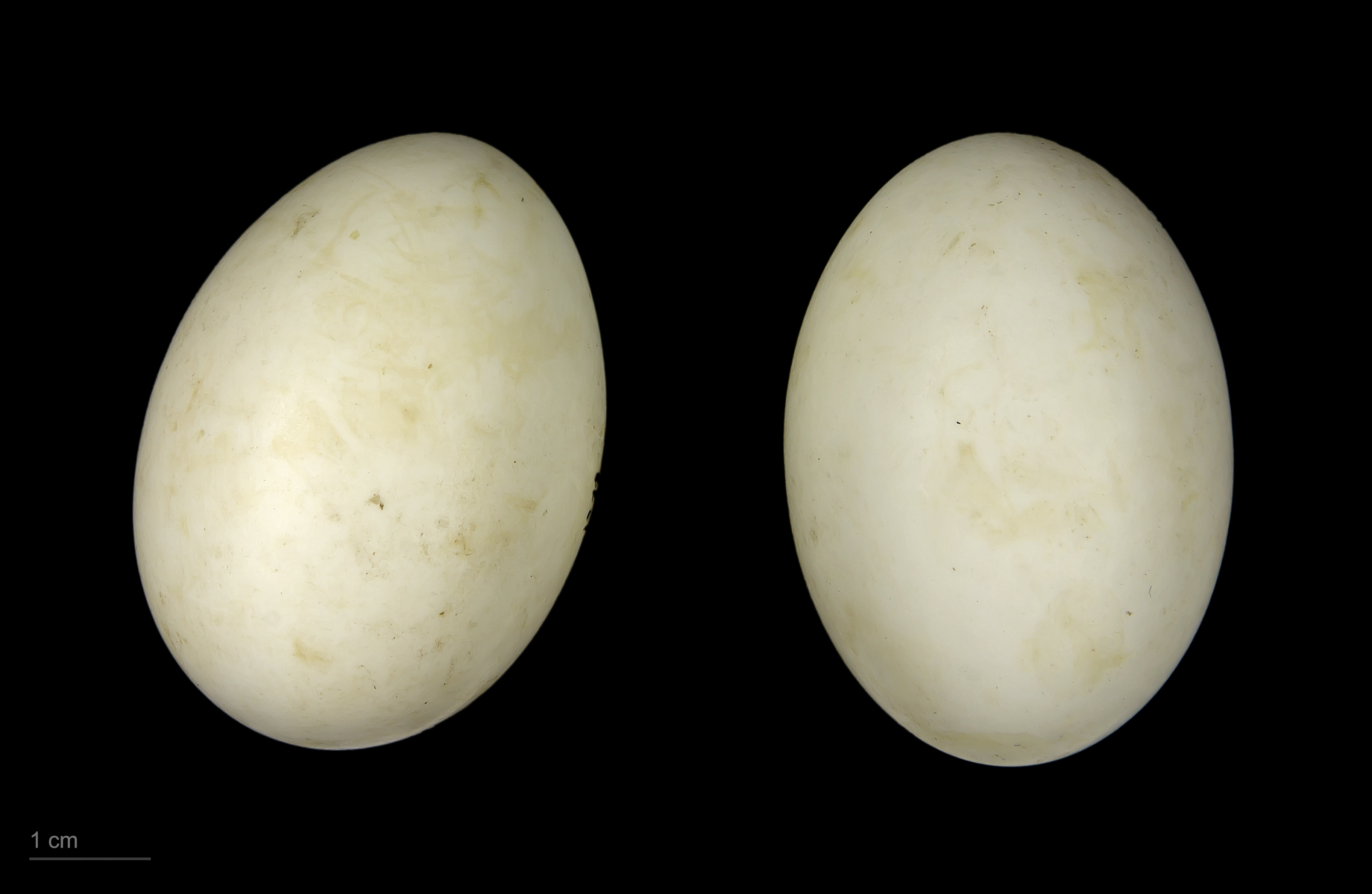
Callonetta leucophrys - MHNT

Le Canard à collier noir (Callonetta leucophrys) est une espèce de canards de la famille des anatidés. C'est la seule espèce du genre Callonetta.

## Répartition
Cet oiseau vit dans le centre de l'Amérique du Sud : Argentine, Brésil, Bolivie, Paraguay et Uruguay.
Il existe diverses populations établies en dehors de son aire de répartition naturelle, notamment en France, à cause d'individus échappés.